# Richard Johansson
Pour les articles homonymes, voir Johansson.
Richard Johansson (18 juin 1882 – 24 juillet 1952) est un patineur artistique suédois du début du XXe siècle. Il a gagné une médaille d'argent aux Jeux olympiques d'été de 1908 à Londres.

## Palmarès
| Compétition                                                                              | 1904 | 1905 | 1906 | 1907 | 1908 | 1909 | 1910 | 1911 | 1912 | 1913 | 1914 |
| Jeux olympiques d'été                                                                    |      |      |      |      | 2e   |      |      |      | X    |      |      |
| Championnats du monde                                                                    |      | 4e   |      |      |      | 4e   |      | 5e   |      |      | 9e   |
| Championnats d’Europe                                                                    |      |      |      |      |      |      |      |      |      | 5e   |      |
| Championnats de Suède                                                                    | 1er  | F    | 3e   | 2e   | 1er  | 1er  | 1er  | F    | F    | F    | F    |
| Légende : F = Forfait ; X = Pas de patinage artistique aux Jeux olympiques d'été de 1912 |      |      |      |      |      |      |      |      |      |      |      |